# JUST MY FRIEND
『JUST MY FRIEND』（ジャスト マイ フレンド）は、米米CLUBの21枚目のシングル。1995年5月21日発売。発売元はSony Records。

## 概要
前作「ワンダブルSUNでぃ」を最後に脱退したジョプリン得能（得能律郎）、RYO-J（坂口良治）へのメッセージソング。メンバーを一新しての新体制第一弾。フジテレビ系列「なるほど!ザ・ワールド」で1995年4月～1996年3月までテーマ曲として使用。本作は同年のアルバム『SORRY MUSIC ENTERTAINMENT』ではなく翌年のアルバム『H2O』に収録。
カップリング曲の「まだ わからない」は同年1月17日に発生した阪神・淡路大震災に衝撃を受けたメンバーが哀悼の念を込め制作、解散後の石井のソロ活動に際しても神戸での公演では特別に演奏されている。表題曲と同じく『H2O』に収録。
平成発売シングルで初めてオリコンチャートのトップ10から外れた。同年末、テレビ朝日系列放送『ミュージックステーションスーパーライブ』で本作を披露の際、演奏途中で石井が「止めよう止めよう!こんな曲やったって売れねぇんだもん」と叫んで演奏を中断し、「露骨にルンバ」（『SORRY MUSIC ENTERTAINMENT』収録曲）を演奏してステージを降りるパフォーマンスを行った。ちなみにこのパフォーマンスは同年クリスマスに開催されたファンクラブ限定イベントで同年の紅白歌合戦で披露するメドレーと共に「公開リハーサル」と称してファンに先行公開されていた。
2003年にTBSテレビで放送された上戸彩主演ドラマ『ひと夏のパパへ』最終話「素敵な想い出をありがとう…パパ」では、柳沢慎吾率いるショーパブ『まねき猫』のダンサーが本作を使用してパフォーマンスを行なった。

## 出版権利者の変遷
JASRACのデータベースでは前作までの「ワンダブルSUNでぃ」までの主な出版権利者「カフーツ（in cahoots）」の表記が消え、本作からソニー・ミュージックアーティスツが出版権利者に変わった。
特例として「ア・ブラ・カダ・ブラ」は、フジパシフィックミュージック（「JUST MY FRIEND」では共同表記）、「手紙」は石井竜也の個人事務所「WELLSTONE VOICE」、「すべてはホントでウソかもね」は日音と共同表記、「I・CAN・BE」「Special Love」と再結成後の「つ・よ・が・り」は日音、再結成時シングル「君を離さない」は日本テレビ音楽、「つ・よ・が・り」「どんまい」（「WELLSTONE VOICE」と小学館ミュージック&デジタル エンタテイメントの共同表記）を除き、ソニー・ミュージックパブリッシングが出版権利者として表記。

## 収録曲
作詞・作曲: 米米CLUB　編曲:金子隆博
1. JUST MY FRIEND
2. まだ わからない

## 楽曲の収録アルバム
- H2O (#1,2)
- HARVEST SINGLES 1992-1997 (#1)